# Batalha de Machias
A Batalha de Machias (também conhecida como Batalha de Margaretta) foi o primeiro combate naval da Guerra da Independência dos Estados Unidos da América. Teve lugar entre 11 e 12 de Junho de 1775, no porto de Machias, actual zona leste do Maine, e teve como resultado a captura de uma escuna britânica pela milícia dos patriotas.
Na sequência do início da guerra, e do cerco de Boston, as autoridades britânicas receberam a ajuda do lealista Ichabod Jones, um mercador, na aquisição de provisões. Dois dos navios mercantes de Jones chegaram a Machias a 2 de Junho, acompanhados pela chalupa britânica Margaretta, comandando por James Moore. Os habitantes da cidade, descontentes com as práticas comerciais de Jones, decidiram prendê-lo e, nessa tentativa, decidiram ir atrás de Moore e do seu navio. Moore conseguiu escapar para fora do porto, mas os seus habitantes cercaram um dos navios de Jones, armaram-no, juntamente com um outro navio local, e rumaram em direcção a Moore. Num pequeno confronto, conseguiram capturar a embarcação de Moore, e sua tripulação, ferindo-o mortalmente durante o combate.
A população de Machias prosseguiu com o objectivo de capturar mais navios britânicos, dando origem a nova batalha ao largo de Machias  em 1777. Navios de corsários e outras embarcações a operar ao largo de Machias, continuaram a ser uma ameaça para a Marinha Britânica ao longo da guerra.